# 王廷 (嘉靖進士)
王廷（1504年—1591年），字子正，號北崖，别號南岷，四川順慶府南充縣人，明朝政治人物。嘉靖壬辰進士，累官左都御史，隆慶初因得罪高拱去職。万历十七年（1591年）去世，卒諡恭節。

## 生平

### 言官
嘉靖四年（1525年）乙酉四川乡试第二十八名，嘉靖十一年（1532年）壬辰科会试第八十四名，廷试二甲八名进士，兵部观政，授户部主事，改陝西道监察御史，因上疏弹劾吏部尚書汪鋐，被贬为亳州判官。

### 外任
此後，王廷歷陞崑山縣知縣，長沙府同知，工部郎中，隨後出任苏州府知府，为官有盛名，嘉靖二十三年（1544年）二月累官貴州按察司副使。复补陕西副使，改山西副使。嘉靖三十四年（1555年）三月，升任山西布政使司右參政，歷升山东按察使、山东右布政使、陝西左布政使。
嘉靖三十六年（1557年）九月，王廷升任都察院右副都御史、总理河道。嘉靖三十九年三月，转任南京戶部右侍郎，總督糧儲。后改任南京刑部侍郎，未上任而改任戶部右侍郎兼左僉都御史，總督漕運，巡撫鳳陽諸府。
当时，倭寇未平，王廷提议在长江南北分别设立专门的总兵，后成为定制。转户部左侍郎，嘉靖四十五年（1566年）十月升南京礼部尚书，次月召为都察院左都御史。

### 去職
隆庆初年，因反对监察御史齊康为高拱弹劾徐階、逮捕給事中張齊受贿，被高拱所忌恨，被斥為民。

### 晚年
萬曆初，浙江巡按御史謝廷傑為毛愷辯解，毛愷得到復職。四川巡撫曾省吾藉機進言，请求按例復王廷官職，朝廷下詔，令王廷以故官致仕。萬曆十七年（1591年）卒，諡恭節，贈刑部尚書、太子少保。

## 家族
曾祖王昺，祖王銳，父王希文，母馬氏，贈夫人。弟王延，辛未進士，大理寺評事。子王續之（湖廣左布政）；王繼之（刑部廣西司員外郎）。孫兆龍；兆鳳；兆麟；兆禎。。

### 書目
- 《嘉靖十一年壬辰科進士履曆便覽》
- 《明實錄》
- 《明史》

## 外部連結
- 王廷 中研院史語所